# Haley Anderson
Haley Anderson (n. 20 noiembrie 1991, Santa Clara, California, SUA) este o înotătoare ce a reprezentat Statele Unite ale Americii, medaliată olimpică. A participat la 3 ediții ale Jocurilor Olimpice (2012, 2016, 2020) în care a câștigat două medalii de argint.